# Belepöarna

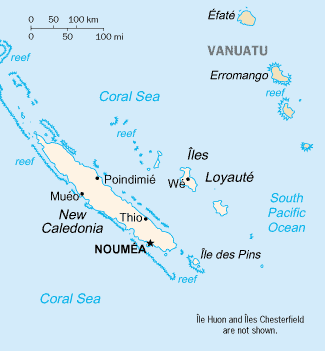
Översiktskarta, Belepöarna längst upp till vänster

Belepöarna eller Îles Belep (på kanakiska Aka Belep) är en ögrupp i Nya Kaledonien i västra Stilla havet.

## Geografi
Belepöarna är en del av Province Nord längst norrut i Nya Kaledonien och ligger ca 380 km nordväst om Nouméa på huvudön Grande Terre. De geografiska koordinaterna är 19°45′ S och 163°40′ Ö. Ögruppen består av korallöar och har en yta på ca 69,5 km². Öarna ligger inom Nya Kaledoniens barriärrev innanför Récif des Français på västra sidan och Récif de Cook på östra sidan. Belepöarna har ca 1.000 invånare och högsta höjden är ca 280 m ö.h. Huvudön Île Art är den största och enda bebodda ön med en längd på ca 16 km och en bredd på ca 3 km. Huvudorten heter Waala och ligger på öns södra del.
Ögruppen består av:
- Île Art - aka Aar, Artön, huvudön, ca 52 km²
- Île Pott - aka Phwoc, Pottön, ligger norr om huvudön
- Îles Daos du Nord, Norra Daosörna där Île Niéone är den största, ligger söder om huvudön
- Îles Daos du Sud, Södra Daosöarna, ligger söder om huvudön
- en rad mindre holmar

Tillsammans utgör de församlingen Commune de Îles Belep. Ön har en liten flygplats (flygplatskod "BMY") för lokalflyg.

## Historia
Belepöarna beboddes troligen av melanesier under lång tid och är namngivna efter en historisk Kanakhövding. 1856 anlände katolska missionärer till ön. Från 1892 till 1898 användes ön som Leprakoloni.